# Queimada Nova
Queimada Nova é um município brasileiro do estado do Piauí. Localiza-se a uma latitude 08º34'46" sul e a uma longitude 41º25'10" oeste, estando a uma altitude de 410 metros. Sua população estimada em 2019 era de 8 992 habitantes.
Possui uma área de 1284,7 km². O município é sede do maior complexo eólico em operação na América do Sul, o complexo eólico Lagoa dos Ventos, que também abrange áreas dos municípios de Lagoa do Barro do Piauí e Dom Inocêncio.